# William McMahon

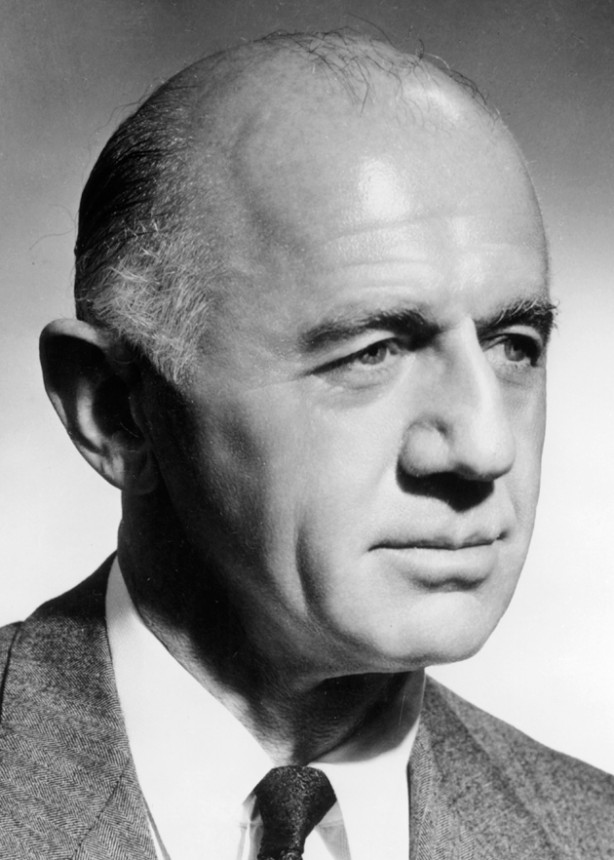
William McMahon 1966

Sir William McMahon GCMG, CH (* 23. Februar 1908 in Sydney, New South Wales; † 31. März 1988 ebenda) war der 20. Premierminister Australiens. Seine Amtszeit dauerte vom 10. März 1971 bis zum 5. Dezember 1972. Zuvor hatte er mehrere Ministerposten inne. Er war nie Oppositionsführer.

## Jugend und frühe Karriere
William McMahon wurde in Sydney als ältestes vierer Kinder von William C. McMahon und seiner Frau Mary Ellen McMahon, geb. Walder, geboren. Sein Vater war Rechtsanwalt. Als William 8 Jahre alt war, starb seine Mutter, als er 18 war, sein Vater. Er wurde von seiner Tante Elsie und seinem Onkel Samuel Walder, einem Geschäftsmann in Sydney, aufgezogen.
Von 1923 bis 1926 besuchte er die Sydney Grammar School und wechselte anschließend an die University of Sydney, um Rechtswissenschaften zu studieren.
Im Jahre 1933 schloss er erfolgreich sein Studium ab und begann sein Arbeitsleben bei einer renommierten Anwaltskanzlei in Sydney.
Nach Ausbruch des Zweiten Weltkrieges 1939 meldete er sich freiwillig zum Kriegsdienst. Ein Gehörproblem verhinderte seine Verlegung in den direkten Kriegseinsatz. Er versah seinen Dienst, zuletzt im Rang eines Majors bis 1945 im Mutterland.
Im Jahr 1946 begann er ein zweites Studium (Wirtschaftswissenschaften) an der University of Sydney, welches er 1949 abschloss.
Bei den Parlamentswahlen vom 10. Dezember 1949 trat er für die Liberal Party (LP) an und konnte den Sitz des Wahlkreises Lowe (Sydney) im Repräsentantenhaus gewinnen. Diesen behauptete er die folgenden 33 Jahre ununterbrochen bis zu seinem Renteneintritt im Jahre 1982.
Im Jahre 1951 wurde William McMahon vom damaligen Premierminister Robert Menzies erstmals als Minister in ein Kabinett geholt. In den folgenden zwei Jahrzehnten leitete er ununterbrochen insgesamt 8 verschiedene Ministerien.
Während seiner Zeit von 1956 bis 1958 als Minister für den Primärsektor, einem wichtigen Kompetenzfeld des Koalitionspartners, der Country Party (CP), entstand ein persönliches Zerwürfnis zu vielen derer Mitglieder. Insbesondere die Differenzen mit Arthur Fadden und John McEwen brachten ihn später um das frühzeitigere Erreichen des Amtes als Premierminister. Dies verdankte er vor allem seiner effektiven wie erfolgreichen Amtsführung, die zum einen wenig Rücksicht auf althergebrachte Interessen nahm und dadurch zum anderen auch die Unzulänglichkeiten seiner Kabinettskollegen bloßlegte.
Am 11. Dezember 1965 heiratete er die 24 Jahre jüngere Sonia Rachel Hopkins, mit der er insgesamt drei Kinder, Melinda (1966), Julian (1968–2025) und Deborah (1971) hatte.
1966, als Harold Holt Robert Menzies als Premierminister ablöste, rückte William McMahon in die Position des stellvertretenden Parteivorsitzenden der Liberal Party (LP) auf.
Nachdem Premierminister Harold Holt am 17. Dezember 1967 vermutlich beim Baden im Meer ertrank und am 19. Dezember 1967 für tot erklärt wurde, ging man davon aus, dass William McMahon als stellvertretender Parteivorsitzender dessen Nachfolge sowohl in der Partei, wie auch als Premierminister antreten werde. John McEwen, Parteivorsitzender des damaligen Koalitionspartners Country Party (CP) kündigte allerdings am 18. Dezember 1967 an, dass er nicht unter einem Premierminister McMahon dienen werde. Um einen Koalitionsbruch zu vermeiden, wurde die Wahl zum Parteivorsitzenden der Liberal Party (LP) vom 20. Dezember 1967 auf den 10. Januar 1968 verlegt, bei der sich schließlich nach William McMahons Rückzug John Gorton durchsetzte und noch am selben Tag Premierminister wurde.

## Premierminister
John McEvens Rückzug aus der aktiven Politik Anfang Februar 1971 war für McMahon das Signal, die innere Uneinigkeit der Liberal Party (LP) zu nutzen, um aktiv die Ablösung John Gortons als Parteivorsitzenden zu betreiben. Schon knapp einen Monat später, am 10. März 1971 konnte er nach einer parteiinternen Vertrauensabstimmung zwischen ihm und John Gorton den Parteivorsitz übernehmen und noch am selben Tag auch das Amt des Premierministers antreten.

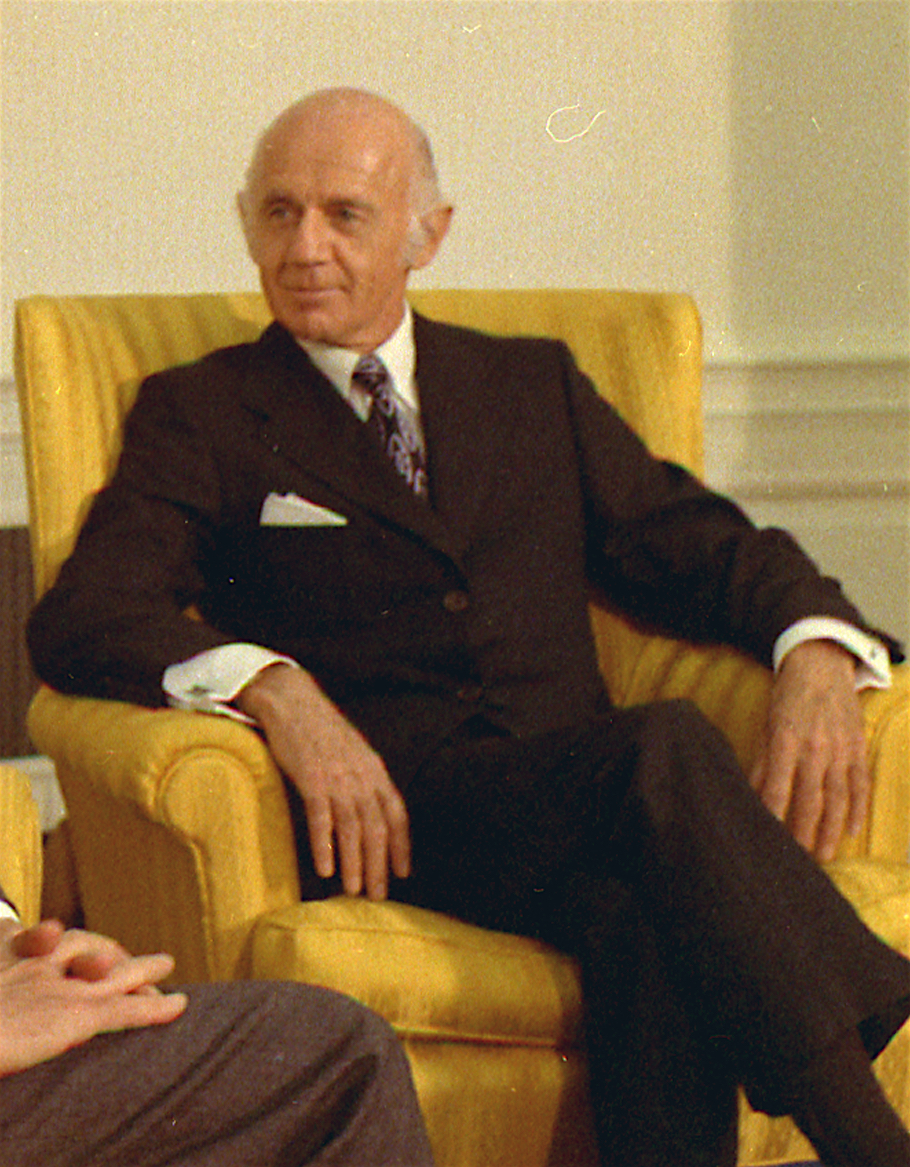
William McMahon 1971

William McMahons Zeit als Premierminister stand unter keinem guten Stern. Parteiinterne Auseinandersetzungen mit den Anhängern John Gortons, die keine Gelegenheit ausließen, ihm Probleme zu bereiten, behinderten seine Amtsführung. Innenpolitisch hatte er gegen den starken Oppositionsführer Gough Whitlam von der Australian Labor Party (ALP) zu kämpfen, der ihn an Popularität übertraf. Zudem war die australische Öffentlichkeit zunehmend der konservativen Regierungen überdrüssig, welche zum Zeitpunkt von McMahons Amtsantritt bereits etwas über 21 Jahre ununterbrochen regierten. Auch wurde seine Wirtschaftspolitik von der damals hohen Inflation untergraben. Innenpolitisch beendete er den bereits angefangenen Bau des ersten Kernkraftwerks Australiens, das Kernkraftwerk Jervis Bay, den Gorton begonnen hatte. Außenpolitisch verfolgte er einen antikommunistisch geprägten Kurs, der ihn im Juli 1971 nach Richard Nixons Ankündigung eines Chinabesuchs für den Februar 1972 ins Abseits führte. Knapp zwei Wochen später beschloss das Kabinett unter McMahons Leitung, die verbliebenen beiden australischen Bataillone bis zum Ende desselben Jahres aus dem Vietnamkrieg abzuziehen.
Bei den Wahlen zum Repräsentantenhaus am 2. Dezember 1972 verlor William McMahon seine Regierungsmehrheit und wurde drei Tage später von Gough Whitlam als Premierminister ersetzt.

## Spätere Jahre
Am 20. Dezember 1972 gab William McMahon auch den Parteivorsitz der Liberal Party (LP) ab. In den folgenden zehn Jahren blieb er bis zu seinem Renteneintritt am 4. Januar 1982 noch als einfacher Abgeordneter Mitglied des Repräsentantenhauses. Danach war er beratend für Banken tätig.
Im Jahr 1977 wurde von Königin Elisabeth II. zum Knight Grand Cross des Order of St. Michael and St. George erhoben.
Am 31. März 1988 starb er nach längerer Krankheit im Alter von 80 Jahren an Krebs.